# Raymond Mondon (1917-1972)
Pour les articles homonymes, voir Raymond Mondon.
 (novembre 2019).
Si vous disposez d'ouvrages ou d'articles de référence ou si vous connaissez des sites web de qualité traitant du thème abordé ici, merci de compléter l'article en donnant les références utiles à sa vérifiabilité et en les liant à la section « Notes et références ».
Raymond Mondon, né le 9 juillet 1917 à Saint-Louis de La Réunion et mort le 6 août 1972 à Saint-Denis, est un homme politique français.

## Biographie
Raymond Mondon est le fils d'une réunionnaise d'origine indienne, analphabète, et d'un père métropolitain d'origine, cadre d'une usine sucrière, qui ne l'a jamais épousée, pas plus qu'il ne reconnaît son fils.
Instituteur, Raymond Mondon commence à exercer en 1936, et, en 1946, est nommé directeur du cours complémentaire du Port.
Militant syndical, au sein du Syndicat national des instituteurs, il prend position, comme la majorité des adhérents de la FEN, pour le passage à l'autonomie lors de la scission de la CGT en 1947-48.
Il est cependant adhérent du Parti communiste français, et est élu maire adjoint de Saint-Pierre en 1947, et conseiller général de La Réunion deux ans plus tard, mais ne se représente pas en 1955.
En 1954, il est élu secrétaire départemental du SNI de La Réunion.
Candidat en deuxième position sur la liste communiste menée par Paul Vergès lors des élections législatives de 1956, qui obtient 52 % des voix, il est élu député.
Outre les questions relatives aux outre-mer, il mène une campagne contre la fraude électorale, notamment après l'élection partielle de novembre 1957. Il obtient février 1958, une demande d'enquête de l'Assemblée nationale sur la fraude électorale à La Réunion.
En novembre 1958, il est candidat à sa réélection dans la circonscription de Saint Pierre, il est largement battu par Marcel Cerneau (11,8 % contre 78,2 %), mais dénonce là encore des fraudes massives.
Il reprend alors des fonctions de directeur, dans une école primaire de Saint Denis et se consacre pleinement à l'action syndicale, redevenant secrétaire de la section départementale du SNI.
Le débat politique au sein des communistes réunionnais se porte alors sur la question de l'indépendantisme, défendu par Paul Vergès, qui transforme la fédération communiste en Parti communiste réunionnais. Raymond Mondon reste adhérent, mais prend des distances avec cette position, se prononçant plutôt pour l'autonomie.
Cependant, en 1962, il doit faire face à une grave crise au sein de la section du SNI, qui aboutit à une scission des partisans de la départementalisation, opposés à l'autonomie. La crise se poursuit pendant plusieurs mois jusqu'à ce que l'intervention de la direction nationale pousse à la réunification. Celle-ci se solde par une mise en minorité de Raymond Mondon, qui soit céder son poste de secrétaire à Louis Fontaine.
Politiquement, il ne se présente pas aux élections législatives de 1962, mais mène une campagne permanente contre la fraude, qui aboutit à une élection législative partielle en mai 1963. Candidat comme suppléant de Paul Vergès, il est de nouveau massivement battu, par Michel Debré, et dénonce une nouvelle fois la fraude organisée par la préfecture au profit de l'ancien Premier ministre.
Il meurt prématurément, à l'âge de 55 ans, le jour de la fête de fin d'année de son école.